# Lugagnac
Lugagnac är en kommun i departementet Lot i regionen Occitanien i södra Frankrike. Kommunen ligger i kantonen Limogne-en-Quercy som tillhör arrondissementet Cahors. År 2022 hade Lugagnac 134 invånare.

## Befolkningsutveckling
Antalet invånare i kommunen Lugagnac
| Referens: INSEE |